# Оксфорд (Массачусетс)
Оксфорд (англ. Oxford) — місто (англ. town) в США, в окрузі Вустер штату Массачусетс. Населення — 13 347 осіб (2020).

## Демографія
Згідно з переписом 2010 року, у місті мешкало 13 709 осіб у 5272 домогосподарствах у складі 3626 родин. Було 5541 помешкання
Расовий склад населення:
| - 95,3 % — білих - 1,0 % — чорних або афроамериканців - 1,0 % — азіатів - 0,2 % — корінних американців - 1,1 % — осіб інших рас |

До двох чи більше рас належало 1,4 %. Частка іспаномовних становила 3,4 % від усіх жителів.
За віковим діапазоном населення розподілялося таким чином: 23,9 % — особи молодші 18 років, 64,4 % — особи у віці 18—64 років, 11,7 % — особи у віці 65 років та старші. Медіана віку мешканця становила 40,6 року. На 100 осіб жіночої статі у місті припадало 96,1 чоловіків;  на 100 жінок у віці від 18 років та старших — 91,6 чоловіків також старших 18 років.
Середній дохід на одне домашнє господарство  становив 79 139 доларів США (медіана — 72 563), а середній дохід на одну сім'ю — 95 964 долари (медіана — 91 821). Медіана доходів становила 55 510 доларів для чоловіків та 47 079 доларів для жінок. За межею бідності перебувало 10,9 % осіб, у тому числі 15,6 % дітей у віці до 18 років та 5,8 % осіб у віці 65 років та старших.
Цивільне працевлаштоване населення становило 7290 осіб. Основні галузі зайнятості: освіта, охорона здоров'я та соціальна допомога — 28,8 %, виробництво — 15,6 %, роздрібна торгівля — 13,8 %.